# Samantha Cameron

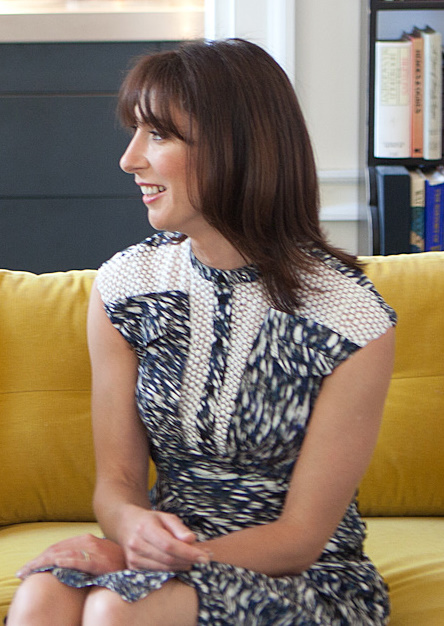
Samantha Cameron (2011)

Samantha Gwendoline Cameron, Baroness Cameron of Chipping Norton (* 18. April 1971 in North Lincolnshire als Samantha Gwendoline Sheffield) ist seit 1996 die Ehefrau des britischen Außenministers David Cameron, der von 2010 bis 2016 Premierminister des Vereinigten Königreichs war.

## Leben
Sie ist eine Nachfahrin von König Karl II. Am 1. Juni 1996 heiratete sie David Cameron. Das Paar bekam vier Kinder, von denen das älteste jedoch schon im Alter von sechs Jahren starb.
Cameron hat an der University of the Arts London und an der University of the West of England studiert.
Cameron ist Botschafterin der London Fashion Week.